# Місяць гордості
Місяць гордості, Місяць гордості ЛГБТ (англ. Pride Month) або Місяць Прайду — місячне святкування, присвячене святкуванню гордості ЛГБТ, що вшановує внесок ЛГБТ людей у культуру та спільноту. Відзначається в червні у США, що збігається з річницею Стоунволлських бунтів 1969 року, серії протестів за визволення геїв та лесбійок.

## Історія

### Походження

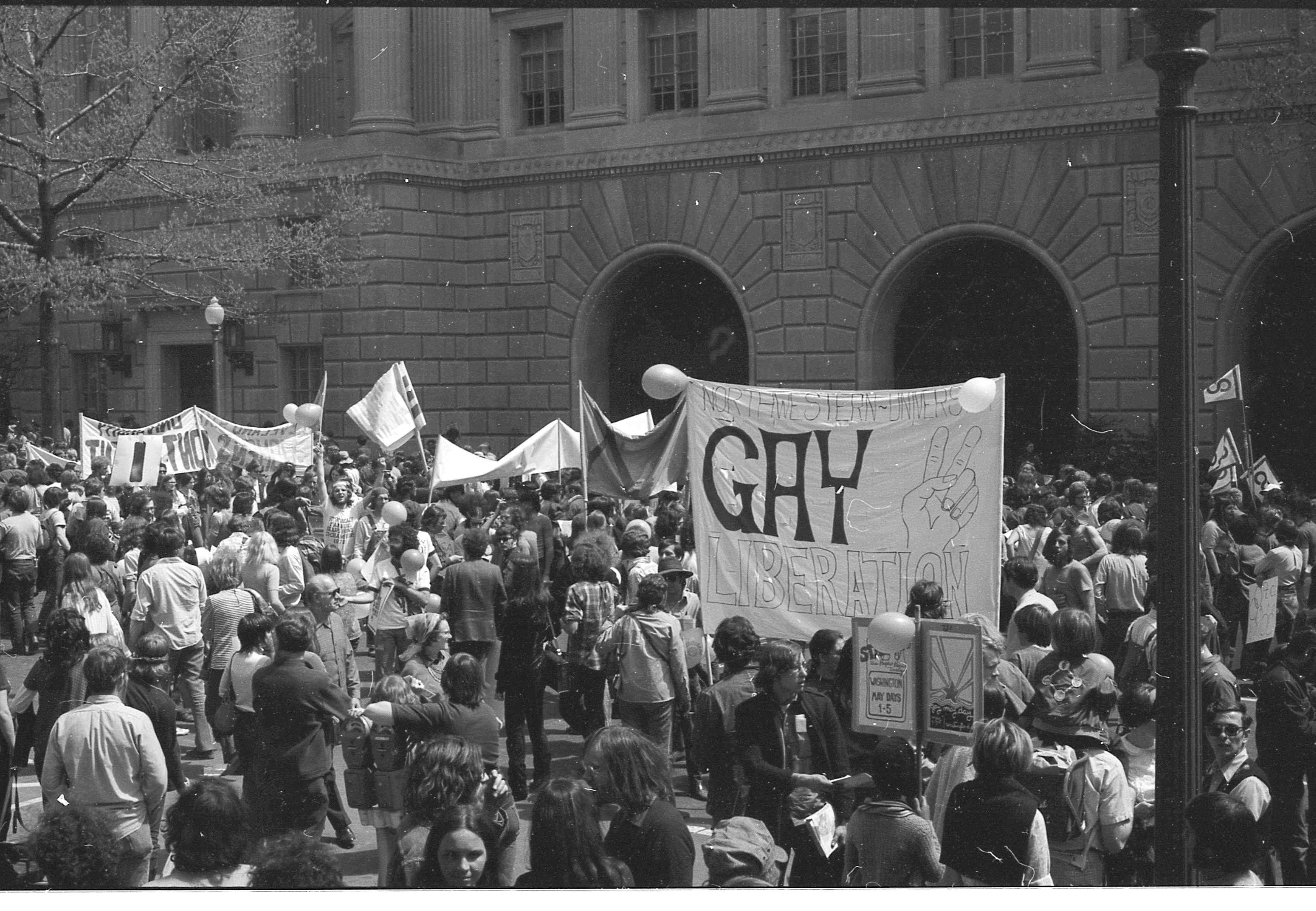
Акція за визволення геїв у Вашингтоні, 1970-х років

Перші марші гордості відбулися у чотирьох містах США у червні 1970 року, через рік після заворушень у таверні Стоунволл-інн. Марш у Нью-Йорку, який рекламувався як «День визволення Кристофер-стріт», поряд з паралельними маршами у Чикаго, Лос-Анджелесі та Сан-Франциско, ознаменував переломний момент для прав ЛГБТ. Організатор деяких перших маршів Фред Сарджент заявив, що метою було вшанування пам'яті заворушень у Стоунволлі та подальше просування визволення. Він зазначив, що хоча перші марші були більше схожі на протест, ніж на святкування, вони допомагали нагадати людям про ЛГБТ та про те, як вони можуть залучати своїх рідних та друзів.

### Поширення та святкування

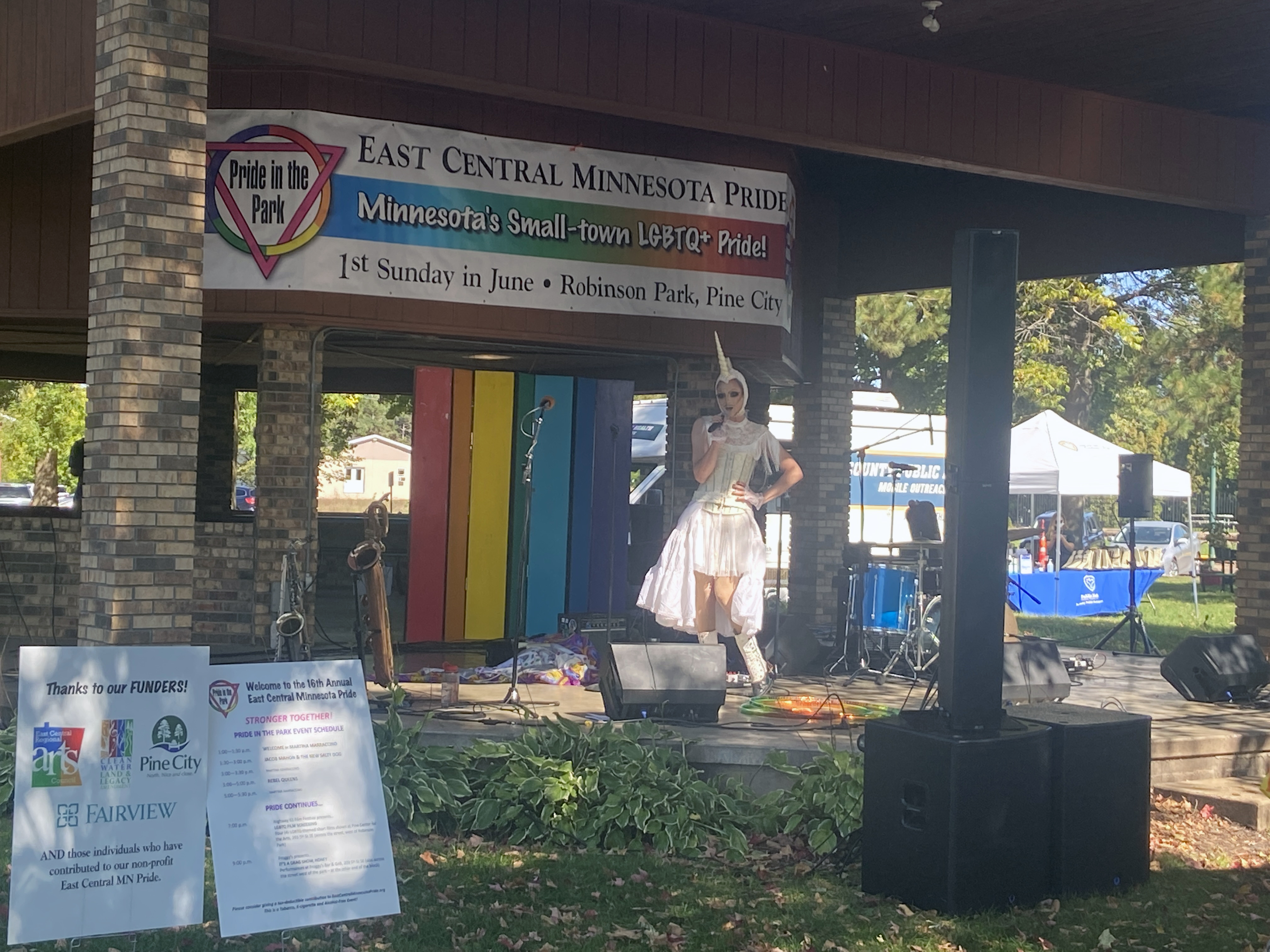
Сільські громади, такі як Пайн-Сіті, штат Міннесота, дедалі частіше святкують Місяць прайду.

Після заворушень у Стоунволлі та перших прайд-маршів кількість ЛГБТ-груп швидко зросла, цей правозахисний рух поширився по США за кілька років. Хоча багато святкувань прайду по всьому світу проводяться в червні, деякі міста змінюють час їх проведення, частково через місцеві погодні умови.

### Визнання

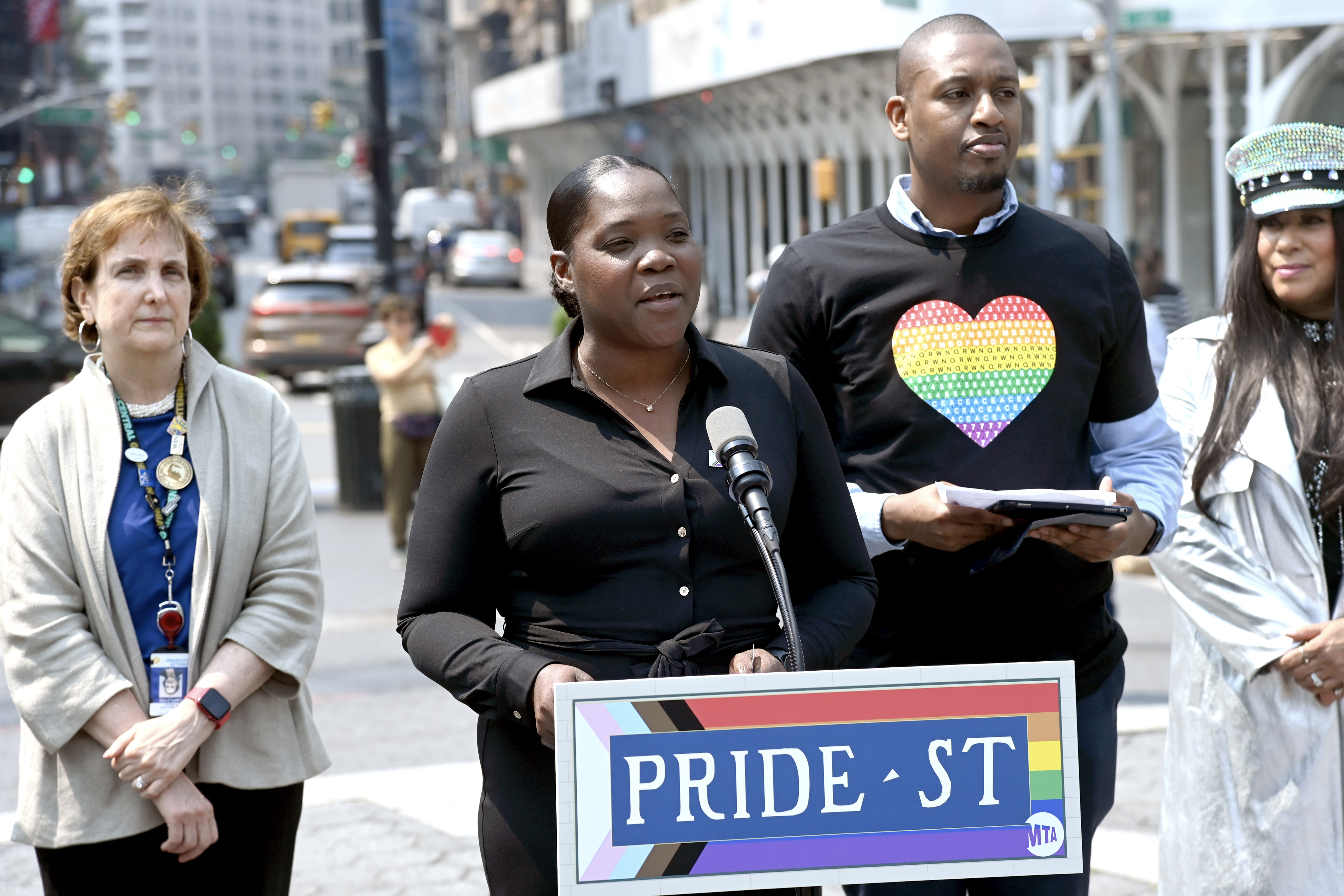
Управління столичного транспорту Нью-Йорка щорічно відзначає Місяць гордості.

Червень був визнаний Місяцем прайду в США на згадку про повстання Стоунволла. Президент Білл Клінтон офіційно оголосив у президентській прокламації, що червень буде «Місяцем прайду геїв та лесбійок» у 1999 році. Барак Обама розширив офіційне визнання Місяця гордості у 2011 році, включивши до нього всю ЛГБТ-спільноту. Дональд Трамп відмовився запропонувати федеральне визнання Місяця гордості у 2017 році, хоча він опублікував підтримуючі публічні заяви в серії твітів у 2019 році. Джо Байден визнав Місяць гордості після вступу на посаду у 2021 році та пообіцяв боротися за права ЛГБТ у США, Відтоді Місяць гордості перетворився на глобальне святкування культури та ідентичності ЛГБТ.
У лютому 2025 року Google оголосив, що Місяць гордості більше не буде виділятися за замовчуванням у Календарі Google, стверджуючи, що продовження додавання зростаючої кількості національних та міжнародних «культурних моментів» вручну до своїх календарів більше не є «масштабованим або сталим».

## Міжнародний день ЛГБТ-гордості

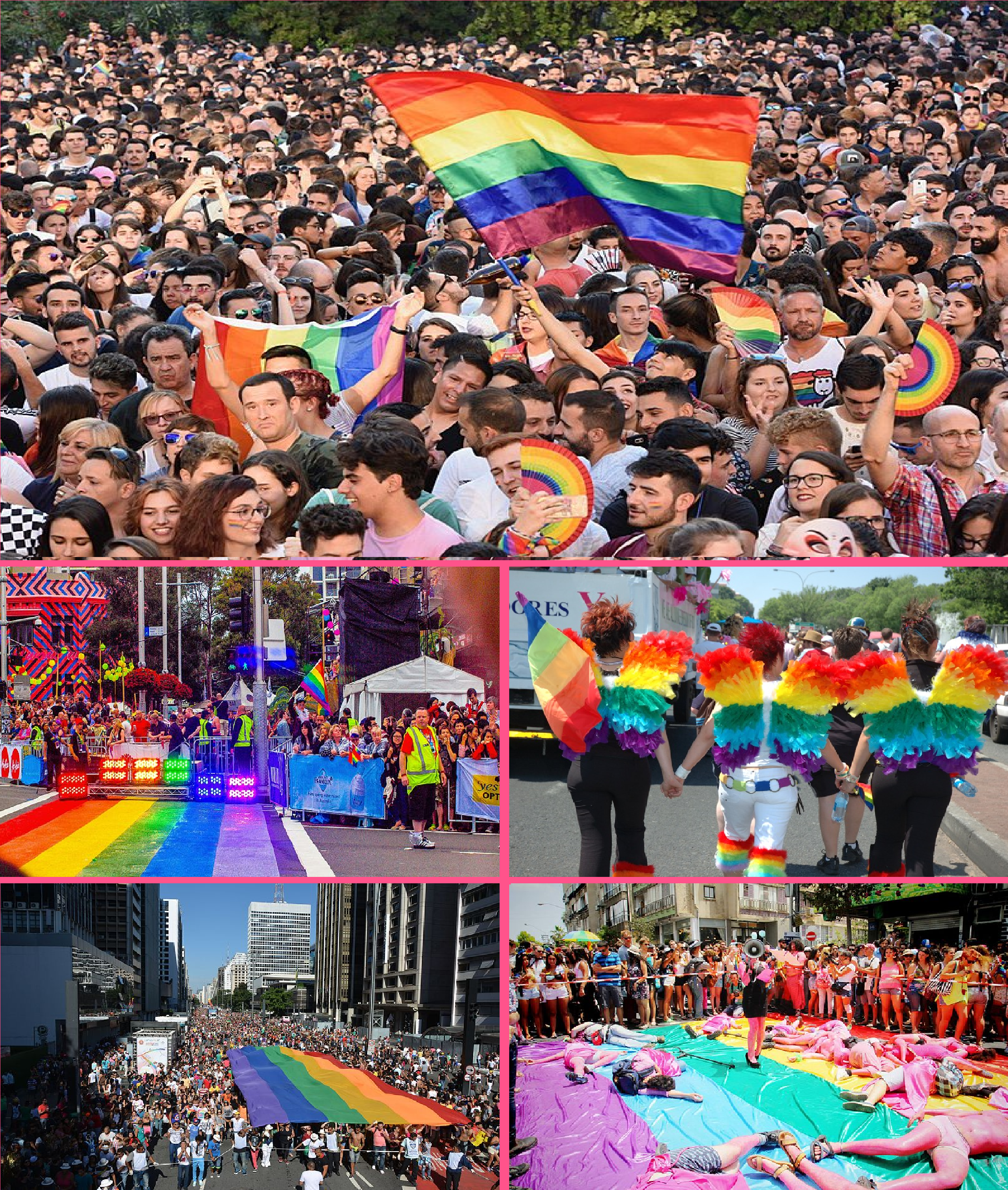
Святкування прайду 2019 року в Іспанії, Австралії, Південній Африці, Бразилії та Ізраїлі

Міжнародний день ЛГБТ-прайду — це день, присвячений ЛГБТ-прайду, який проводиться 28 червня на честь річниці Стоунволлських бунтів, перш ніж увесь місяць став асоціюватися з ЛГБТ-прайдом.
Марш-гордості у Сан-Франциско рекламувався як Міжнародний день свободи лесбіянок та геїв з 1981 по 1994 рік, що, ймовірно, стало початком міжнародного дня прайду.
Сербська група «Аркадія» відзначила Міжнародний день прайду в 1991 році форумом, присвяченим квір-активізму та мистецтву, у Молодіжному центрі Белграда. Перший публічний фестиваль прайду в Нікарагуа також відбувся цього дня 1991 року на згадку про Стоунволлські бунти. Сербія також відзначала Міжнародний день прайду в період між 2013 і 2015 роками акціями «Зона, вільна від ненависті», організованими GSA, «Жінками в чорному» та іншими неурядовими організаціями.

## Критика
Існує плутанина щодо того, хто «кинув» першу цеглину у Стоунволл-інн та започаткував сучасний рух за визволення геїв, який тепер відзначається у Місяць гордості.
Дехто критикував те, скільки компаній випускають продукти на тему Місяця гордості, порівнюючи це з концепцією слективізму, оскільки це може сприйматися так, що компанії використовують тему прав ЛГБТ як засіб отримання прибутку, не роблячи змістовного внеску в рух. Також інколи зазнає критики, здавалося б, лицемірний характер компаній, які створюють профілі в соціальних мережах, що асоціюються з веселковим прапором, відмовляючись змінювати фотографії профілів у регіонах без широкого визнання ЛГБТ.
Деякі релігійні та культурні групи виступають проти Місяця гордості з ідеологічних міркувань. Вони вважають ідентичність та стосунки ЛГБТ такими, що суперечать їхнім переконанням та традиціям. Ці заперечення часто призводять до напруженості та конфліктів під час заходів Місяця гордості.

## Місяць року

### Нова Зеландія
Місяць гордості відзначається в різний час по всій Новій Зеландії. В Окленді його відзначають у лютому, а в Крайстчерчі та Веллінгтоні Місяць гордості припадає на березень.

### Канада
У Канаді, замість Місяця прайду, святкування проводяться з червня по вересень у так званий Сезон прайду.